# Folkeliv - Idræt
Folkeliv - Idræt er en dansk dokumentarisk optagelse fra 1915.

## Handling
En masse mennesker, nogle få fanebærere iblandt, passerer ned ad en gangsti. Udendørs opvisning i springgymnastik (herrer). Piger laver øvelser på gulv samme sted. Løb og fodboldkamp på stor idrætsplads. Tilbage til pigernes øvelser på gulv. Årstallet er anslået.